# Gordon Thomas (Radsportler)
Gordon „Tiny“ Thomas (* 18. August 1921 in Shipley (West Yorkshire); † 10. April 2013 in Peterborough) war ein britischer Radrennfahrer und nationaler Meister im Radsport.

## Sportliche Laufbahn
Thomas, der unter seinem Spitznamen „Tiny“ bekannt wurde, war Teilnehmer der Olympischen Sommerspiele 1948 in London. Im olympischen Straßenrennen kam er beim Sieg von José Beyaert auf dem 8. Rang im Ziel ein. Die britische Mannschaft gewann mit Thomas, Bob Maitland, Ian Scott und Ernie Clements die Silbermedaille in der Mannschaftswertung.
1950 gewann er die nationale Meisterschaft im Straßenrennen der Amateure des Verbandes N.C.U vor Les Wilmott. 1952 und 1953 startete er als Unabhängiger. Beim Sieg von Ken Russel in der Tour of Britain 1952 wurde er Sechster, wobei er eine Etappe für sich entscheiden konnte. Zuvor hatte er die Tour of the Chilterns gewonnen. 1953 siegte er in der Tour of Britain vor Les Scales. Er fuhr die Internationale Friedensfahrt und beendete das Etappenrennen beim Sieg von Christian Pedersen auf dem 16. Platz des Endklassements.